# Hôtel Astoria (Budapest)
L'hôtel Astoria (en hongrois : Astoria Szálló) est un édifice situé dans le 5e arrondissement de Budapest. Il est situé dans le quartier de Belváros, à l'angle de Kossuth Lajos utca et du Kiskörút. Cet établissement, ouvert en 1914, est le plus vieil hôtel en activité de la capitale hongroise. 